# Suanla chaoshou
El suanla chaoshou es un plato de la gastronomía de Sichuan consistente en una salsa picante vertida sobre dumplings rellenos de carne y hervidos al vapor. Suanla significa ‘agripicante’ y chaoshou es el nombre que reciben estos wontons grandes en la provincia china de Sichuan.
Chao shou se traducir literalmente como ‘cruzado de brazos’, y en el dialecto de Sichuan alude a un estilo de dumpling cuya envoltura cuadrada se dobla en dos puntos, uno cruzado sobre el otro. Según Peter Hessler (corresponsal en Pekín de The New Yorker y antiguo profesor del Cuerpo de Paz): «En la mayoría de lugares de Sichuan se puede entrar a un restaurante y pedir chaoshou sin pronunciar una sílaba. Cruzas los brazos y entienden perfectamente lo que quieres.»
En muchos restaurantes chinos del extranjero se sirven variantes de este plato, bajo el nombre traducido de «won ton con salsa picante» o similar.